# Adoxosia nydiana
Adoxosia nydiana är en fjärilsart som beskrevs av William Schaus 1929. Adoxosia nydiana ingår i släktet Adoxosia och familjen björnspinnare. Inga underarter finns listade i Catalogue of Life.